# NCAA Division I Cross Country Championships 2023
Die NCAA Division I Cross Country Championships 2023 wurden am 18. November 2023 in Charlottesville von der University of Virginia ausgetragen. Es war die 85. Austragung der Meisterschaften bei den Männern und die 43. Austragung bei den Frauen.
Die Streckenlängen betrugen ca. 6 km bei den Frauen und ca. 10 km bei den Männern. Bei den Frauen gewann Parker Valby von der University of Florida, während die North Carolina State University mit nur einem Punkt Unterschied in der Teamwertung vorne lag. Bei den Männern siegte Graham Blanks von der Harvard University, in der Teamwertung beendete die Oklahoma State University – Stillwater die zuvor drei Veranstaltungen andauernde Siegesserie der Northern Arizona University.

## Ergebnisse

### Männer

#### Einzel
| Platz | Athlet           | Universität      | Zeit (min) |
| ----- | ---------------- | ---------------- | ---------- |
| 1     | Graham Blanks    | Harvard          | 28:37,7    |
| 2     | Habtom Samuel    | New Mexico       | 28:40,7    |
| 3     | Ky Robinson      | Stanford         | 28:55,7    |
| 4     | Denis Kipngetich | Oklahoma State   | 28:59,7    |
| 5     | Drew Bosley      | Northern Arizona | 29:03,8    |
| 6     | Nico Young       | Northern Arizona | 29:04,2    |
| 7     | Patrick Kiprop   | Arkansas         | 29:07,7    |
| 8     | Brian Musau      | Oklahoma State   | 29:11,0    |
| 9     | Parker Wolfe     | North Carolina   | 29:12,6    |
| 10    | Fouad Messaoudi  | Oklahoma State   | 29:13,3    |

#### Team
| Platz | Universität und Athleten                                                                                          | Gesamtpunktzahl und Einzelplatzierung |
| ----- | --- | ------------------------------------- |
| 1     | Oklahoma State Denis Kipngetich Brian Musau Fouad Messaoudi Victor Shitsama Alex Maier Adisu Guadia Will Muirhead | 049 04 08 010 012 015 043 070         |
| 2     | Northern Arizona Drew Bosley Nico Young Aaron Las Heras Santiago Prosser Brodey Hasty Corey Gorgas Theo Quax      | 071 05 06 018 020 022 051 069         |
| 3     | BYU James Corrigan Kenneth Rooks Creed Thompson Joey Nokes Lucas Bons Isaac Hedengren Aidan Troutner              | 196 027 030 039 048 052 147 DNF       |
| 4     | Arkansas | 211                                   |
| 5     | Iowa State | 230                                   |
| 6     | North Carolina | 249                                   |
| 7     | Texas | 262                                   |
| 8     | Stanford | 291                                   |
| 9     | Syracuse | 299                                   |
| 10    | Wisconsin | 330                                   |

### Frauen

#### Einzel
| Platz | Athletin         | Universität    | Zeit (min) |
| ----- | ---------------- | -------------- | ---------- |
| 1     | Parker Valby     | Florida        | 18:55,2    |
| 2     | Doris Lemngole   | Alabama        | 19:05,7    |
| 3     | Olivia Markezich | Notre Dame     | 19:10,0    |
| 4     | Hilda Olemomoi   | Alabama        | 19:22,1    |
| 5     | Katelyn Tuohy    | NC State       | 19:23,0    |
| 6     | Flomena Asekol   | Florida        | 19:26,9    |
| 7     | Billah Jepkirui  | Oklahoma State | 19:27,5    |
| 8     | Chloe Scrimgeour | Georgetown     | 19:28,4    |
| 9     | Amina Maatoug    | Duke           | 19:29,9    |
| 10    | Maia Ramsden     | Harvard        | 19:30,8    |

#### Team
| Platz | Universität und Athletinnen                                                                                       | Gesamtpunktzahl und Einzelplatzierung |
| ----- | --- | ------------------------------------- |
| 1     | NC State Katelyn Tuohy Amaris Tyynismaa Samantha Bush Leah Stephens Grace Hartman Hannah Gapes Gionna Quarzo      | 123 05 018 021 031 048 055 076        |
| 2     | Northern Arizona Gracelyn Larkin Annika Reiss Elise Stearns Ruby Smee Aliandrea Upshaw Maggi Congdon Maisie Grice | 124 011 013 015 041 044 047 058       |
| 3     | Oklahoma State Billah Jepkirui Molly Born Taylor Roe Gabija Galvydytė Cayden Dawson Sivan Auerbach Payton Hinkle  | 156 07 016 024 035 074 080 140        |
| 4     | Notre Dame | 237                                   |
| 5     | Florida | 268                                   |
| 6     | Tennessee | 294                                   |
| 7     | Alabama | 314                                   |
| 8     | Washington | 323                                   |
| 9     | Arkansas | 329                                   |
| 10    | Oregon | 335                                   |